# Öffentliche Naturwissenschaftliche Universität Suwa

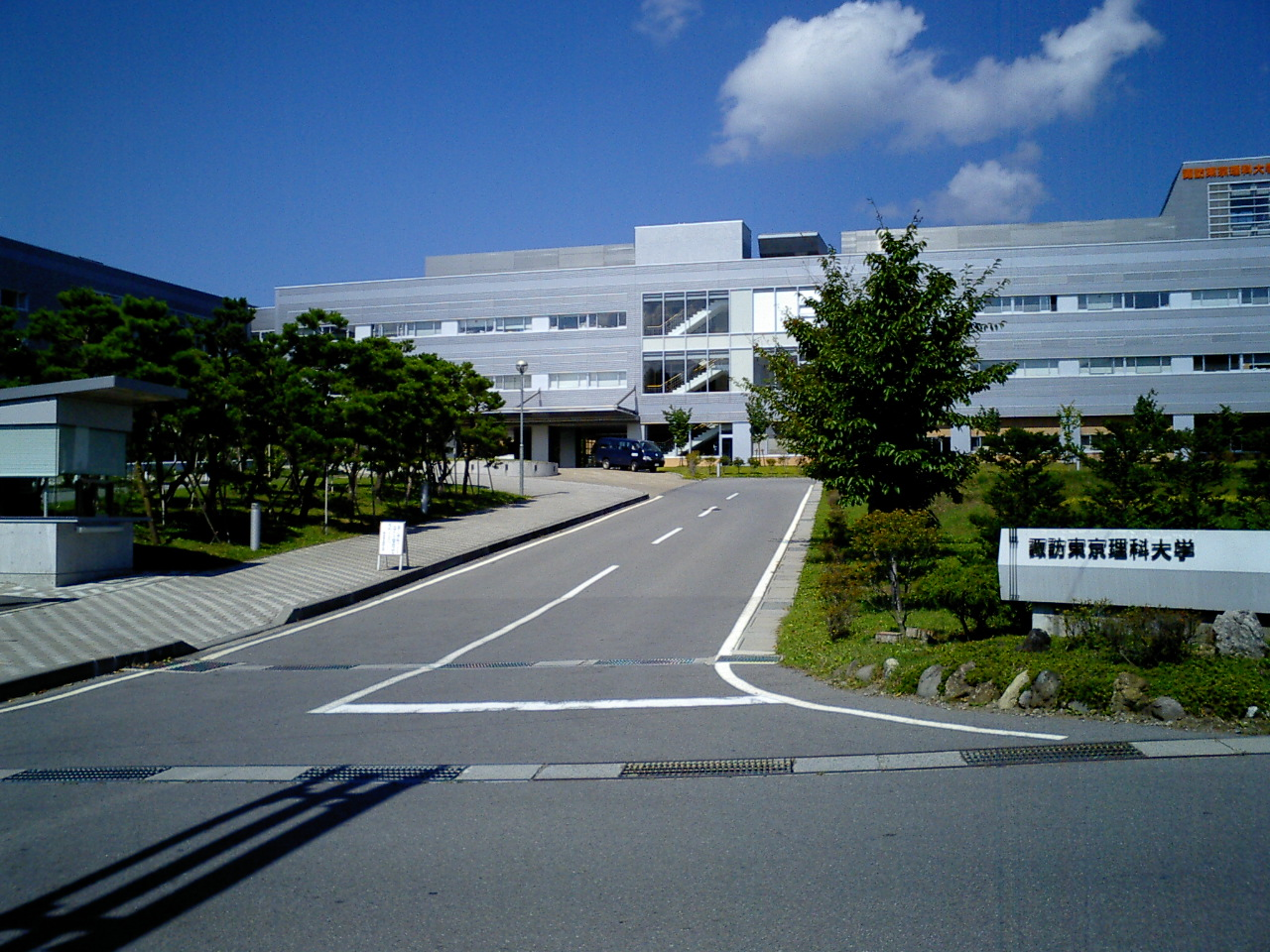
Haupteingang (2006)

Die Öffentliche Naturwissenschaftliche Universität Suwa (japanisch 公立諏訪東京理科大学 Kōritsu Suwa Tōkyō rika daigaku, wörtlich „Öffentliche Naturwissenschaftliche Universität Tokio zu Suwa“; engl. Suwa University of Science, kurz: SUS oder Suwa Rika(dai) (諏訪理科(大))) ist eine städtische Universität in Chino in der Präfektur Nagano (Japan).

## Geschichte
Gegründet wurde die Universität 1990 als Angegliederte Kurzuniversität Suwa der Naturwissenschaftlichen Universität Tokio (東京理科大学諏訪短期大学, Tōkyō rika daigaku Suwa tanki daigaku) durch die Zusammenarbeit der Bildungskörperschaft der Naturwissenschaftlichen Universität Tokio (TUS) mit den sechs Städten in der Region Suwa (=Kreis Suwa in seiner ursprünglichen Ausdehnung; heute Okaya, Stadt Suwa, Chino, Shimo-Suwa, Fujimi und Hara). 2002 entwickelte sie sich zur 4-jährigen Naturwissenschaftlichen Universität Tokio zu Suwa (諏訪東京理科大学 Suwa Tōkyō rika daigaku). 2006 richtete sie die Graduiertenschule (Masterstudiengänge) ein, 2012 dann die Doktorkurse.
2018 gründeten die sechs Städte in der Suwa-Region den Suwa-Region-Zweckverband für die Öffentliche Universität (諏訪広域公立大学事務組合, Suwa kōiki kōritsu daigaku jimu kumiai; siehe Kōiki Rengō), um die Universität zu übernehmen. Die Zusammenarbeit mit der Naturwissenschaftlichen Universität Tokio (TUS) dauert nach der Umwandlung in öffentliche Universität.

## Fakultäten
- Fakultät für Ingenieurwissenschaften
  - Abteilung für Angewandte Informatik (応用情報工学科, Department of Applied Information Engineering)
  - Abteilung für Maschinenlehre und Elektrotechnik